# Wimbledon 2016 – mužská čtyřhra legend
Mužská čtyřhra legend ve Wimbledonu 2016 probíhala na přelomu června a července 2016. Do londýnského grandslamu nastoupilo osm párů. Soutěž probíhala v rámci dvou čtyřčlenných skupin. V základní skupině se páry utkaly systémem „každý s každým“. Vítězná dvojice z každé skupiny postoupila do finále.
Obhájcem titulu byla chorvatská dvojice Goran Ivanišević a Ivan Ljubičić, jejíž členové nestartovali společně. Ljubičić trénující Federera, se turnaje nezúčastnil. Spoluhráčem Ivaniševiće, podílejícího se na přípravě Čiliće, se stal švédský hráč Thomas Enqvist, s nímž nepostoupil ze základní skupiny.
Titul vybojoval britsko-francouzský pár Greg Rusedski a Fabrice Santoro, kteří ve finále zdolali švédské veterány Jonase Björkmana a Thomase Johanssona po dvousetovém průběhu 7–5 a 6–1.

## Herní plán
| Legenda                                                       |                                                                        |                                                   |
| - Q – kvalifikant - WC – divoká karta - LL – šťastný poražený | - Alt – náhradník - SE – zvláštní výjimka - PR/SR – žebříčková ochrana | - w/o – bez boje - r – skreč - d – diskvalifikace |

### Finále
| Finále |                                 |   |   |  |
|        |                                 |   |   |  |
|        |                                 |   |   |  |
|        | Greg Rusedski Fabrice Santoro   | 7 | 6 |  |
|        | Jonas Björkman Thomas Johansson | 5 | 1 |  |

### Skupina A
|    |                                   | M Chang M Philippoussis | W Ferreira S Grosjean | J Gimelstob R Hutchins | G Rusedski F Santoro | Zápasy | Sety | Hry   | Pořadí |
| A1 | Michael Chang Mark Philippoussis  |                         | 4–6, 5–7              | 6–2, 3–6, [4–10]       | 3–6, 4–6             | 0–3    | 1–6  | 25–34 | 4.     |
| A2 | Wayne Ferreira Sébastien Grosjean | 6–4, 7–5                |                       | 3–6, 6–3, [8–10]       | 3–6, 4–6             | 1–2    | 3–4  | 29–31 | 3.     |
| A3 | Justin Gimelstob Ross Hutchins    | 2–6, 6–3, [10–4]        | 6–3, 3–6, [10–8]      |                        | 2–6, 6–3, [6–10]     | 2–1    | 5–4  | 27–28 | 2.     |
| A4 | Greg Rusedski Fabrice Santoro     | 6–3, 6–4                | 6–3, 6–4              | 6–2, 3–6, [10–6]       |                      | 3–0    | 6–1  | 34–22 | 1.     |

Pořadí bylo určeno na základě následujících kritérií: 1) počet vyhraných utkání; 2) počet odehraných utkání; 3) u dvou párů se stejným počtem výher rozhodoval vzájemný zápas; 4) u tří párů se stejným počtem výher rozhodovalo: a) procento vyhraných setů, b) procento vyhraných her; 5) rozhodnutí řídící komise.

### Skupina B
|    |                                 | J Björkman T Johansson | J Delgado R Krajicek | T Enqvist G Ivanišević | F González C Moyà     | Zápasy | Sety | Hry   | Pořadí |
| B1 | Jonas Björkman Thomas Johansson |                        | 3–6, 6–4, [6–10]     | 6–3, 6–4               | 7–6(8–6), 2–6, [10–4] | 2–1    | 5–3  | 31–30 | 1.     |
| B2 | Jamie Delgado Richard Krajicek  | 6–3, 4–6, [10–6]       |                      | 3–6, 3–6               | 2–6, 6–3, [6–10]      | 1–2    | 3–5  | 25–31 | 4.     |
| B3 | Thomas Enqvist Goran Ivanišević | 3–6, 4–6               | 6–3, 6–3             |                        | 6–7(4–7), 6–7(1–7)    | 1–2    | 2–4  | 31–32 | 3.     |
| B4 | Fernando González Carlos Moyà   | 6–7(6–8), 6–2, [4–10]  | 6–2, 3–6, [10–6]     | 7–6(7–4), 7–6(7–1)     |                       | 2–1    | 5–3  | 36–30 | 2.     |

Pořadí bylo určeno na základě následujících kritérií: 1) počet vyhraných utkání; 2) počet odehraných utkání; 3) u dvou párů se stejným počtem výher rozhodoval vzájemný zápas; 4) u tří párů se stejným počtem výher rozhodovalo: a) procento vyhraných setů, b) procento vyhraných her; 5) rozhodnutí řídící komise.